# Untermensch

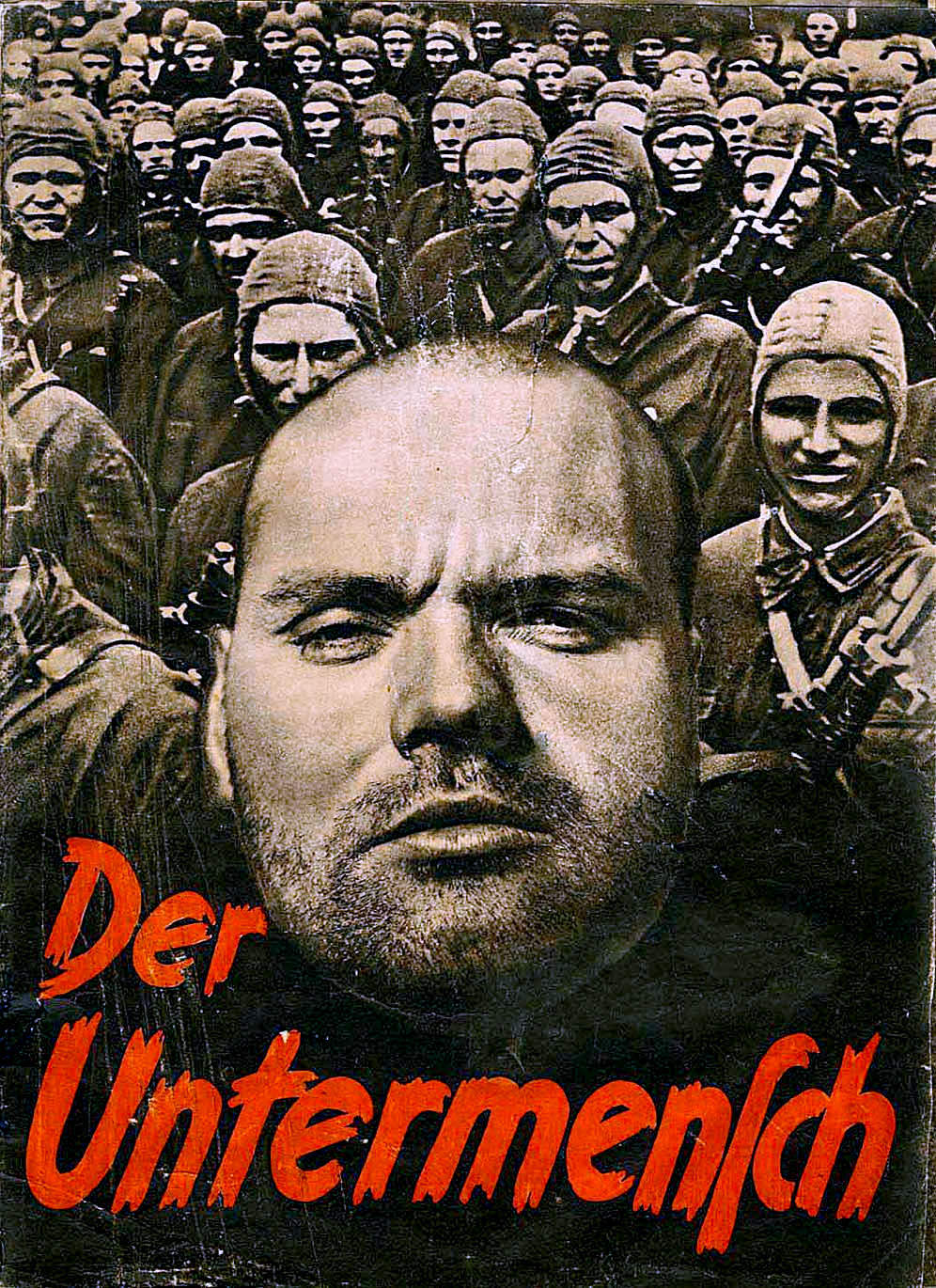
Coperta pamfletului nazist de propagandă Der Untermensch („Subomul”), 1942

Untermensch (pronunție în germană [ˈʔʊntɐˌmɛnʃ] ⓘ, subom, subuman, plural: Untermenschen) a fost un termen nazist folosit pentru definirea „popoarelor inferioare” ne-ariene, în principal a „maselor din răsărit”, adică a evreilor, romilor și slavilor (polonezi, sârbi, ucraineni, iar mai apoi și ruși). Termenul a fost folosit de asemenea pentru desemnarea metișilor și persoanelor de culoare. Evreii, polonezii și romii, dar și persoanele cu handicap fizic sau mental, homosexualii și  disidenții politici urmau să fie exterminați în Holocaust. În conformitate cu prevederile Generalplan Ost, populația slavă din Europa Centrală și de Est urma să fie redusă parțial prin Holocaust, în vreme ce o altă parte trebuia expulzată în Asia și folosită ca forță de muncă ieftină în Reich. Aceste concepte au format o parte importantă a politicii rasiale naziste.

## Etimologie
Deși se consideră de obicei că termenul „subom” a fost inventat de naziști, el a fost folosit pentru prima dată de Lothrop Stoddard⁠(d), membru al Ku Klux Klanului, în titlul cărții sale din 1922 The Revolt Against Civilization: The Menace of the Under-man. Stoddard aplică termenul celor pe care îi consideră incapabili să funcționeze în civilizație, incapacitate pe care o leagă în general (dar nu în totalitate) de rasă. Acesta fost adoptat ulterior de naziști din titlul ediției germane a cărții Der Kulturumsturz: Die Drohung des Untermenschen (1925).

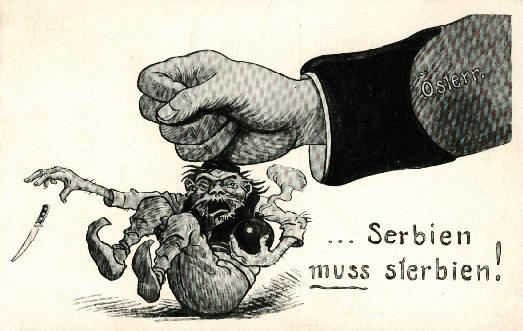
Un afiș de propagandă austro-ungar realizat în timpul Primului Război Mondial, care prezintă sloganul ritmat „Serbien muss sterbien!” (Serbia trebuie să moară!). Astfel de imagini sunt reprezentative pentru atitudinile sociale care stau la baza conceptului de untermensch (subom).

Cuvântul german Untermensch a fost folosit în și perioadele de până la venirea la putere a naziștilor, dar nu într-un sens rasial. De exemplu, a fost folosit în romanul Der Stechlin de Theodor Fontane, publicat în 1899.
Cel mai cunoscut nazist care i-a atribuit lui Stoddard conceptul de „subom” esteuropean a fost Alfred Rosenberg care, referindu-se la comuniștii ruși, scria în Der Mythus des zwanzigsten Jahrhunderts (Mitul secolului al XX-lea; 1930) că „acesta este genul de ființă umană pe care Lothrop Stoddard a numit-o «subom»”[ „...den Lothrop Stoddard als 'Untermenschen' bezeichnete.”] Rosenberg l-a citat pe Stoddard: „Subomul – omul evaluat sub standardele de capacitate și adaptabilitate impuse de ordinea socială în care trăiește”. 
Este posibil ca Stoddard să-și fi construit „subomul” ca opus al conceptului lui Friedrich Nietzsche de Übermensch (supraom). Stoddard nu spune acest lucru în mod explicit, dar se referă critic la ideea de „supraom” la sfârșitul cărții sale (p. 262). Jocurile de cuvinte cu termenul lui Nietzsche par să fi fost folosite în mod repetat încă din secolul al XIX-lea și, datorită trăsăturii limbii germane, care poate combina aproape fără restricții prefixe și cuvinte rădăcină, pentru a crea cuvinte noi, această dezvoltare poate fi considerată logică. De exemplu, autorul german Theodor Fontane pune în antiteză perechea de cuvinte „Übermensch/Untermensch” în capitolul 33 din romanul său Der Stechlin. Nietzsche a folosit Untermensch cel puțin o dată, în contrast cu Übermensch în Die fröhliche Wissenschaft. Exemplele anterioare de folosire a termenului „Untermensch” includ și romanul Hesperus al lui Jean Paul (1795) când vorbește de un urangutan (cap. „8. Hundposttag”).

## Propaganda și politica nazistă
Într-un discurs pe care l-a ținut în fața parlamentului regional bavarez în 1927, propagandistul nazist Julius Streicher, editor al ziarului Der Stürmer, a folosit termenul Untermensch cu referire la comuniștii din Republica Sovietică a Bavariei:
S-a întâmplat în timpul Republicii Sovietice [Bavareze]: când suboamenii dezlănțuiți rătăceau ucigând pe străzi, deputații s-au ascuns în spatele unui coș în parlamentul bavarez.

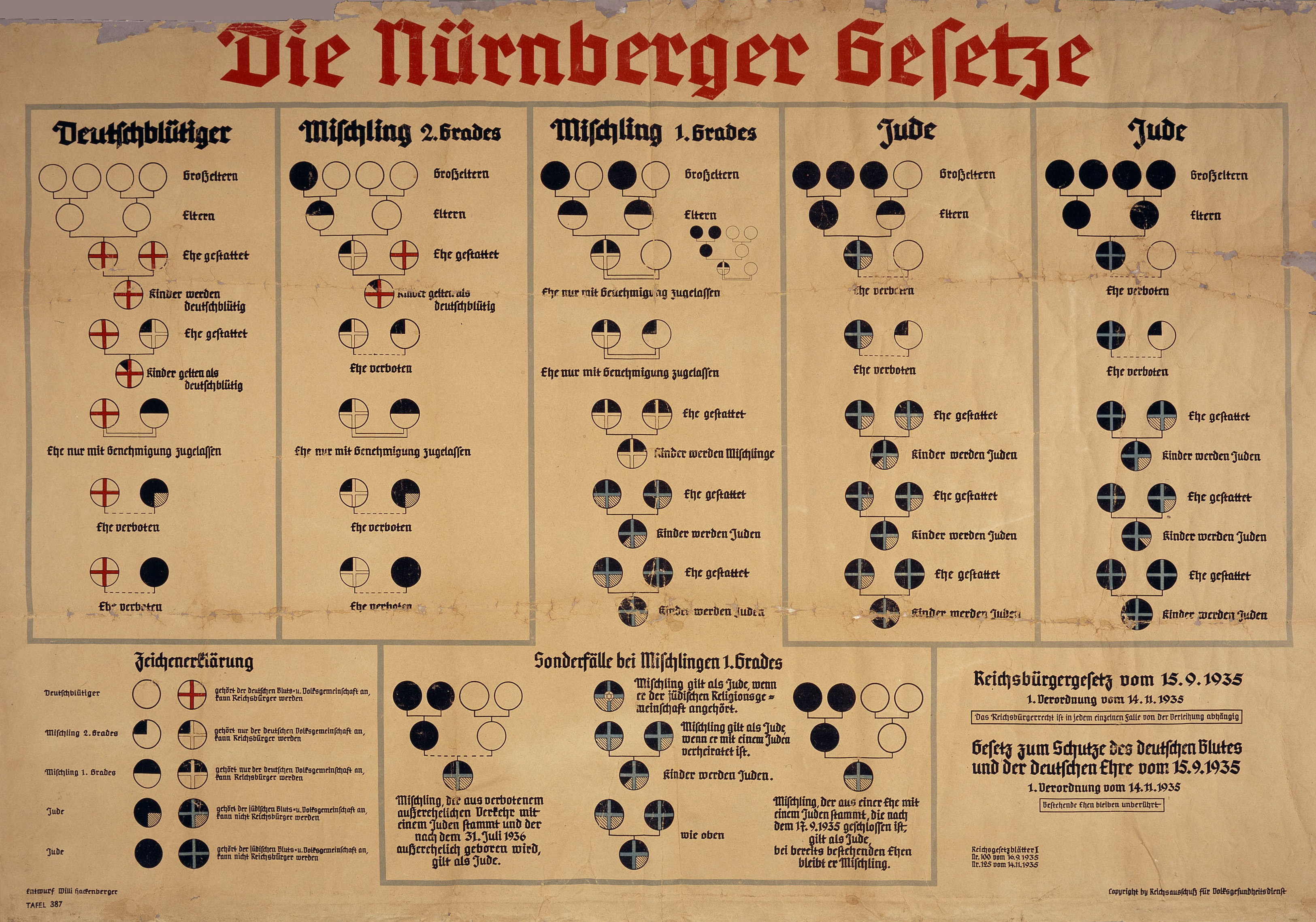
O diagramă folosită pentru a ilustra teoriile naziste cu privire la calitatea de „evreu” conform Legilor de la Nürnberg în 1935

Naziștii au folosit în mod repetat termenul suboameni în articolele și discursurile pe care le-au îndreptat împotriva evreilor. Cel mai notoriu exemplu a fost o publicație SS din 1942 cu titlul Der Untermensch, care conține o tiradă antisemită, care este considerată uneori ca fiind un extras dintr-un discurs al lui Heinrich Himmler. În broșura „SS ca organizație de luptă antibolșevică”, publicată în 1936, Himmler scria:
 Vom avea grijă ca niciodată în Germania, în inima Europei, revoluția iudeo-bolșevică a suboamenilor să nu poată fi aprinsă nici din interior, nici din afară prin emisari.
Joseph Goebbels a spus în discursul său „Weltgefahr des Bolschewismus” („Pericolul mondial al bolșevismului”) din 1936: „suboamenii există în fiecare popor ca agent de creștere⁠(d)”. 
La mitingul Congresului Partidului Nazist de la Nürnberg din 1935, Goebbels a declarat că „bolșevismul este declarația de război a suboamenilor internaționali în frunte cu jidanii împotriva culturii însăși”.
Un alt exemplu de utilizare a termenului Untermensch, de data aceasta în legătură cu propaganda antisovietică, este o broșură intitulată Der Untermensch, editată de Himmler și distribuită de Biroul Central pentru Rasă și Colonizare. SS-Obersturmführer Ludwig Pröscholdt, Jupp Daehler și SS-Hauptamt-Schulungsamt Koenig sunt cei responsabili pentru această publicație. Broșura a fost publicată în 1942, după declanșarea Operațiunii Barbarossa. Ea are în jur de 50 de pagini și conține în cea mai mare parte fotografii care prezentau inamicul în cele mai negative feluri. Au fost tipărite 3.860.995 de copii în germană. Au fost tipărite și traduceri în greacă, franceză, olandeză, daneză și alte câteva limbi. În broșură se putea citi: 
„Așa cum noaptea se ridică împotriva zilei, lumina și întunericul sunt în conflict etern. La fel, subomul este cel mai mare dușman al speciei dominante de pe pământ, omenirea. Subomul este o creatură biologică, creată de natură, care are mâini, picioare, ochi și gură, chiar și aparența unui creier. Cu toate acestea, această creatură teribilă este doar o ființă parțial umană.

Deși are trăsături asemănătoare unui om, subomul este mai jos pe scară spirituală și psihologică decât orice animal. În interiorul acestei creaturi se află pasiuni sălbatice și neîngrădite: o nevoie neîncetată de a distruge, plină de cele mai primitive dorințe, haos și ticăloșie rece.
Un subom și nimic mai mult!
Nu toți cei care par oameni sunt de fapt oameni. Vai de cel care uită acest lucru!
[...]

Mulatrii și barbarii fino-asiatici, țiganii și sălbaticii cu pielea neagră alcătuiesc această lume infernală modernă a suboamenilor, care este întotdeauna condusă de apariția eternului jidan.”

## Tipuri de suboameni
Naziștii au împărțit oamenii pe care îi considerau suboameni în diferite tipuri. În timp ce evreii erau destinați exterminării, slavii urmau să fie exploatați ca sclavi.
Istoricul Robert Jan van Pelt scrie că, pentru naziști, „a fost doar un pas mic către o retorică care opunea omul european împotriva subomului sovietic, ceea ce ajunsese să însemne un rus în ghearele iudeo-bolșevismului”.
Conceptul de subom îi includea pe evrei, romi și popoarele slave precum polonezii, sârbii și rușii. 
Slavii erau considerați Untermenschen, apți cu greu pentru exploatarea ca sclavi. Hitler și Goebbels i-au comparat cu „familia iepurilor” sau cu „animale tâmpe” care erau „înceți” și „dezorganizați” și se răspândeau ca un „val de jeg”. 
Cu toate acestea, unii dintre slavii care aveau din întâmplare trăsături rasiale nordice au fost considerați a avea descendență germanică îndepărtată, ceea ce însemna origine parțial „ariană”. Copiii slavi cu astfel de caracteristici rasiale și care aveau o vârstă mai mică de 10 ani puteau fi supuși germanizării.
Naziștii manifestau un dispreț fără limite față de slavi. Chiar înainte de cel de al Doilea Război Mondial, slavii – în special polonezii – erau considerați inferiori germanilor și altor arieni. După ce Adolf Hitler a câștigat puterea politică în Germania, a fost dezvoltat conceptul de „material slav subuman” nearian și a început să fie folosit și față de alte popoare slave. Polonezii și sârbii se aflau la nivelul cel mai de jos al „ierarhiei rasiale” slave stabilite de naziști. Rușii erau considerați „subumani”, în ciuda semnării Pactului Ribbentrop-Molotov. Similar, belarușii, cehii, slovacii și ucrainenii au fost considerați inferiori. Pe de altă parte, alți slavi precum bosniacii, bulgarii și croații, care au colaborat cu Germania Nazistă, deși erau în continuare considerați insuficient de „puri” din punct de vedere rasial pentru a atinge standardul popoarelor germanice, ei au fost considerați în cele din urmă mai buni din punct de vedere etnic decât alți slavi, mai ales datorită teoriilor pseudoștiințifice conform cărora aceste etnii ar fi avut o cantitate minimă de gene slave și amestecuri considerabile de sânge germanic și turcic.
Pentru a forma o alianță strategică cu Statul Independent al Croației – un stat marionetă creat după invadarea Iugoslaviei – și cu Regatul Bulgariei, naziștii au deviat de la o interpretare strictă a ideologiei lor rasiale, iar croații au fost descriși oficial ca „mai mult germanici decât slavi”, o noțiune susținută de dictatorul fascist (ustaș) al Croației, Ante Pavelić, care susținea că „croații erau urmași ai vechilor goți” și „le-a fost impusă ideea panslavului ca ceva artificial”. Naziștii au continuat să-i clasifice pe croați drept „subomeni” în ciuda colaborării lor. În ceea ce îi privea pe bulgari, Hitler i-a considerat de origine „turcomană”.

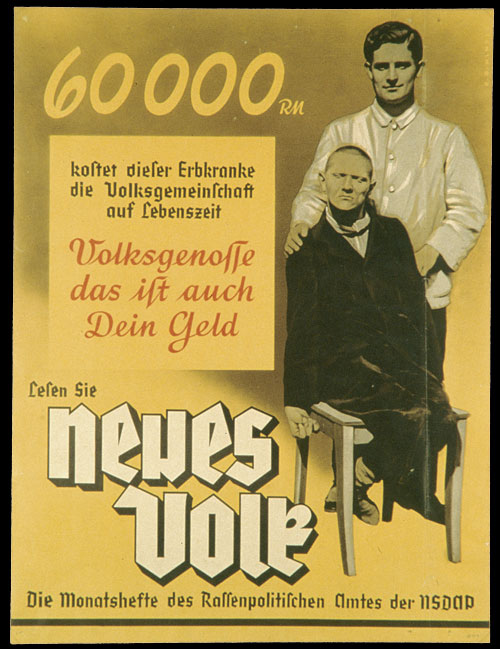
Pe acest afiș (aproximativ 1938) se poate citi: "60.000 de reichsmark costă comunitatea națională (Volksgemeinschaft) pe timpul vieții sale această persoană care suferă de o boală ereditară. Concetățene, aceia sunt și banii tăi. Citește Neues Volk, revista lunară a Biroul pentru Politici Rasiale al NSDAP. "

Deși naziștii au fost inconsecvenți în punerea în aplicare a politicii lor — de exemplu, în cea mai mare parte implementând Soluția finală și implementând în același timp și Generalplan Ost — numărul morților a fost de milioane de victime. Este legat de conceptul de „Lebensunwertes Leben (viață nedemnă de viață)”, un termen mai specific care inițial se referea la persoanele cu handicap grav care au fost eutanasiate în cadrul Aktion T4 și a fost aplicat în cele din urmă pentru exterminarea evreilor. Acea politică de eutanasiere a început oficial la 1 septembrie 1939, când Hitler a semnat un edict în acest sens, iar monoxidul de carbon a fost folosit pentru prima dată pentru uciderea pacienților cu dizabilități. Aceeași metodă fost folosită în „lagărele morții”, ca de exemplu la Treblinka, deși aici a fost vorba de gazele de eșapament ale motoarelor cu ardere internă pentru a atinge același scop.
În directiva 1306 a Ministerului de Stat pentru Informarea Opiniei Publice și Propagandă din 24 octombrie 1939, termenul „Untermensch” a fost folosit în legătură cu etnia și cultura poloneză în modul următor:
„Trebuie să devină clar pentru toată lumea din Germania, chiar și pentru ultima lăptăreasă, că apartenența la etnia poloneză este egală cu starea de subom. Polonezii, jidanii și țiganii sunt la același nivel inferior. Acest lucru trebuie subliniat clar [...] până când fiecare cetățean al Germaniei are imprimat în subconștientul său, că fiecare polonez, fie că este muncitor sau intelectual, ar trebui tratat ca un parazit.”
Cursurile de biologie din școlile din Germania nazistă predau lecții despre diferențele dintre rasa germanilor nordici superiori, „Übermenschen”, și evrei și slavi „suboameni josnici”. Opinia conform căreia slavii sunt suboameni era larg răspândită în rândul populației germane și a fost aplicată în principal polonezilor. Această opinie a continuat să persiste în rândul germanilor și după încheierea războiului.
În timpul războiului, propaganda nazistă i-a instruit pe ofițerii Wehrmachtului să spună soldaților lor să considere inamicii „suboameni bolșevici jidani” și, de asemenea, a declarat că războiul din Uniunea Sovietică se duce între germani pe de o parte, și evrei, țigani și slavi Untermenschen pe de altă parte.
În timpul Revoltei din Varșovia, Himmler a ordonat distrugerea ghetoului din Varșovia deoarece, potrivit lui, a permis existența unui „spațiul de locuit” pentru 500.000 de suboameni.
Ca o modalitate pragmatică de rezolvare a crizei de militari, naziștii au folosit soldați din unele țări slave, în primul rând din aliații Reich-ului Croația și Bulgaria sau din teritoriile ocupate.
Caracterizarea în primul rând a slavilor ca Untermenschen a servit mai ales obiectivelor politice ale naziștilor; a fost folosită pentru justificarea politicii lor expansioniste și mai ales a agresiunii împotriva Poloniei și Uniunii Sovietice, pentru cucerirea Spațiului vital (Lebensraum), în primul rând în Ucraina. Planurile inițiale ale Reichului German (rezumat ca Generalplan Ost) preconizau epurarea etnică și eliminarea a nu mai puțin de 50 de milioane de oameni, care nu erau considerați apți pentru germanizare, din teritoriile pe care dorea să le cucerească în Europa. Regiunea cu cernoziomuri din Ucraina a fost considerată o zonă deosebit de potrivită pentru colonizare cu reprezentanții rasei superioare.